# Muchachita
Muchachita es una telenovela mexicana, dirigida por Julio Castillo, producida por Carlos Téllez para la cadena Televisa, se transmitió por El Canal de las Estrellas del 16 de enero de 1986 al 13 de junio de 1986. Fue protagonizada por Lourdes Munguía, Gonzalo Vega y Talina Fernández, con las actuaciones antagónicas de José Carlos Ruiz, Bertha Moss y Silvia Caos. Adaptación de la fotonovela homónima del escritor Ricardo Rentería.

## Argumento
Maribel Montesinos es una joven rica que está comprometida con José Manuel Palacios, un joven de buena familia. Pero poco antes de la boda, Maribel es víctima de una violación y queda embarazada. Maribel, en un principio, tiene dudas sobre si tener o no al bebé, al final decide seguir con su embarazo, gracias a los valores inculcados por su difunta madre, pero rompe el compromiso matrimonial sin darle explicaciones a su novio, aunque después acaba por confesarle lo sucedido. 
Tanto Don Felipe Montesinos, el padre de Maribel, como José Manuel se oponen a la decisión de la joven y le exigen que aborte, pero ella se niega y sigue adelante con la gestación a pesar del rechazo de la sociedad y de su círculo familiar. 
Don Felipe se lleva a Maribel a su casa de campo para evitar las habladurías, pero allí se descubre quién fue el culpable de la violación: Pascual Sánchez, un albañil alcohólico. Después del parto, Don Felipe entrega a la recién nacida a Pascual, mientras decide llevarse a Maribel a París. Maribel se niega, pero su padre la amenaza con no decirle nunca a quien le entregó a su hija si no se va con él. Así, Rosa, la hija de Maribel, crece en una vecindad en compañía de Ticha, una buena mujer que la cría como si fuera su propia hija. La joven se ve continuamente acosada por Pascual, que sigue siendo un alcohólico. 
Cuando Rosa se hace adulta, comienza a trabajar con Ticha (que conoce el pasado de la joven) en el puesto de frutas de esta. La joven se enamora de Chucho Landeros, un joven ciego de nacimiento que vive con su madre, Nena Martínez, una exactriz que tuvo a su hijo a edad avanzada.
La situación económica de las dos mujeres se vuelve muy precaria, por lo que Rosa se ofrece a vender fruta en la calle frente a Bellas Artes. Rosa conoce a José Manuel, el antiguo prometido de su verdadera madre. José Manuel, que ya es profesor de literatura en dicha universidad, se siente atraído por Rosa y decide transformarla en una mujer culta y refinada. Desde que sufrió el desengaño con Maribel, José Manuel se volvió hosco y reacio a entablar otra relación sentimental, por lo que se siente muy feliz cuando ve en la inocencia de Rosa otra oportunidad para encontrar el amor.
José Manuel lleva a Rosa a su casa, y a cambio de las clases para refinarse que él le da, ella comienza a trabajar como sirvienta en su casa. Sin embargo, no todos recibirán con igual entusiasmo a la muchacha. Amanda, la madre de José Manuel, ve a la muchacha pobre como una oportunista que sólo busca el dinero de la familia, por lo que en señal de protesta abandona la casa. Mientras que Mérida, el ama de llaves, se encargará de hacerle la vida imposible a la joven.
Sin embargo, lo peor aún está por llegar: Maribel, quien todavía resiente la pérdida de su hija, reaparece en la vida de José Manuel dispuesta a reconquistarlo. Maribel verá en Rosa a su principal enemiga, sin sospechar que se trata de su propia hija.

## Elenco
- Lourdes Munguía - Rosa Marín Sánchez / Rosa Marín Sánchez Montesinos
- Gonzalo Vega - José Manuel Palacios
- Talina Fernández - Maribel Montesinos
- Beatriz Aguirre - Nena Martínez
- Manuel Saval - Chucho Landeros
- Ana Bertha Lepe - Ticha
- José Carlos Ruiz - Pascual Sánchez
- Bertha Moss - Amanda vda. de Palacios
- Luis Aguilar - Gabriel Landeros
- Josefina Escobedo - Rutila
- Gastón Tuset - Germán
- Ada Carrasco - Lucha
- Martha Zamora - Bertha
- Silvia Caos - Mérida
- Mauricio Ferrari - Luccino
- Vittorina Garessi - Olga
- Rosa Carmina - Linda Rey
- Olivia Collins - Irene
- Toño Infante - Santos Vega
- Joana Brito - Brígida
- María Prado - Nicolasa
- Raúl Meraz - Don Felipe Montesinos
- Graciela Orozco - Gervasia
- Fernando Amaya - Jean Carlo
- Mercedes Pascual

## Equipo de producción
- Una historia de: Ricardo Rentería
- Tema musical: For just a moment
- Autor: David Foster
- Escenografía: Cristina Martínez de Velasco
- Ambientación: Patricia González, Rafael Brizuela, Patricia de Vincenzo
- Vestuario: Alejandro Gastelum
- Gerente de producción: Lucero Suárez
- Dirección de cámaras: Albino Corrales
- Dirección de escena: Julio Castillo
- Producción: Carlos Téllez

## Premios y nominaciones

### Premios TVyNovelas 1987
| Categoría         | Nominado     | Resultado |
| ----------------- | ------------ | --------- |
| Mejor actor joven | Manuel Saval | Nominado  |

## Repeticiones
- Transmitida en 1993 en el canal 27 de Cablevisión.